# AMX-30
AMX-30 je hlavní bojový tank navržený Ateliers de construction d'Issy-les-Moulineaux (AMX, poté GIAT) a francouzské armádě dodávaný od srpna 1965. Prvních pět tanků obdržel 501. Régiment de Chars de Combat (tankový pluk) v srpnu téhož roku. Produkční verze AMX-30B vážila 36 metrických tun (40 krátkých tun) a obětovala ochranu pro zvýšenou mobilitu. Francouzi věřili, že k ochraně před nejnovějšími protitankovými hrozbami by bylo zapotřebí příliš velkého pancéřování, což by ovšem snížilo manévrovatelnost tanku. Místo toho ochranu zajišťovala rychlost a kompaktní rozměry vozidla, včetně výšky 2,28 metru. Výzbroj tvořil 105mm kanón, který pálil tehdy pokročilou munici typu HEAT známou jako Obus G. Obus G využíval vnější plášť, oddělený od hlavní nálože kuličkovými ložisky, aby bylo možné stabilizovat rotaci zbraně, aniž by to ovlivnilo hlavici uvnitř. Pohon zajišťoval vznětový motor HS-110 o výkonu 720 koní (540 kW), i když výkon tanku nepříznivě ovlivňovala problematická převodovka.
V roce 1979 začala francouzská armáda kvůli problémům způsobeným převodovkou modernizovat svoji flotilu tanků na standard AMX-30B2, který zahrnoval novou převodovku, lepší motor a zavedení nové munice OFL 105 F1 s penetrátorem kinetické energie a křidélky. Výroba modelu AMX-30 se rovněž rozšířila na řadu variant, včetně obrněného vyprošťovacího vozidla AMX-30D, protivzdušného systému (raketového AMX-30R či 30mm dvojkanónového AMX-30DCA), mostního tanku, taktického odpalovače jaderných střel Pluton a protiletadlového raketového kompletu. Na témže podvozku vznikla i samohybná houfnice AMX 30 AuF1.
Tanku AMX-30 předcházely dva poválečné návrhy francouzských středních tanků. První z nich, ARL 44, byla přechodná verze tanku. Jeho náhrada AMX 50 byla v polovině 50. let odřeknuta ve prospěch zavedení tanku M47 Patton. V roce 1956 zahájila francouzská vláda program rozvoje spolupráce se západním Německem a Itálií ve snaze navrhnout standardizovaný tank. Ačkoli tři národy souhlasily s řadou specifických vlastností, které by nový tank měl mít, a Francie i Německo začaly pracovat na charakteristických prototypech s úmyslem je otestovat a zkombinovat nejlepší obou z nich, program nakonec selhal, protože Německo se rozhodlo nepřijmout nový francouzský kanón ráže 105 milimetrů (4,1 palce) a Francie prohlásila, že odloží výrobu na rok 1965. Výsledkem bylo, že se oba národy rozhodly přijmout tanky na základě svých vlastních prototypů. Německý tank vešel ve známost jako Leopard 1, zatímco z francouzského prototypu vznikl AMX-30.
Již v roce 1969 si AMX-30 a jeho varianty objednalo Řecko a brzy následovalo Španělsko. V následujících letech byl AMX-30 exportován do Saúdské Arábie, Venezuely, Kataru, Spojených arabských emirátů, na Kypr a do Chile. Celkem vzniklo 3 571 kusů AMX-30 a jejich variant. Španělsko i Venezuela později zahájily rozsáhlé modernizační programy s cílem prodloužit životnost vozidel a přizpůsobit tanky modernějším standardům. Ve válce v Zálivu 1991 byly AMX-30 nasazeny jak francouzskou, tak katarskou armádou. Katarské jednotky AMX-30 bojovaly proti iráckým silám v bitvě u Chafdži. Na konci 20. století nahradila Francie a většina ostatních zemí své AMX-30 modernějšími stroji.